# Auguste du Vergier de La Rochejaquelein
 (mars 2014).
Si vous disposez d'ouvrages ou d'articles de référence ou si vous connaissez des sites web de qualité traitant du thème abordé ici, merci de compléter l'article en donnant les références utiles à sa vérifiabilité et en les liant à la section « Notes et références ».
Auguste du Vergier de La Rochejaquelein, né le 17 avril 1784 à La Jaudonnière (Poitou), mort le 21 novembre 1868 à Paris, est un officier général. Il combat dans la Royal Navy britannique, la Grande Armée de l'empereur Napoléon, puis l'armée royale, et enfin l'armée carliste en Espagne et au Portugal. 
Il est le frère d’Henri et de Louis du Vergier de La Rochejaquelein.

## Biographie
Fils d'Henri Louis Auguste du Vergier de La Rochejaquelein (1749-1802) et de Constante de Caumont d'Adde (1749-1798). Enfant lors de la Révolution française, Auguste de La Rochejaquelein émigre avec une partie de sa famille. Il sert un temps dans la Royal Navy.

### Dans la Grande Armée de Napoléon
En 1812 il s'enrôle dans l'armée impériale avec le grade de sous-lieutenant dans la cavalerie.
Il prend ensuite part au sein de la Grande Armée à la campagne de Russie, et subit trois blessures à la bataille de la Moskova, dont une au visage qui lui vaudra le surnom de Balafré. En 1814, il est nommé lieutenant-colonel dans le régiment de grenadiers à cheval de la Garde impériale.
Cependant en 1815 lors des Cent-Jours, La Rochejaquelein rejoint les insurgés vendéens et participe à l'insurrection vendéenne de 1815.

### À la Restauration
À la suite de la restauration de la Monarchie, La Rochejaquelein reçoit le grade de colonel en septembre 1815, puis celui de maréchal de camp en 1818.
Le 14 septembre 1819 il se marie à Claire Louise Augustine Félicité Maclovie de Durfort-Duras, veuve de Charles Léopold Henri de La Trémoille.
Il commanda une brigade pendant la guerre d'Espagne de 1823. Il participa en 1832 au complot de Marie-Caroline de Bourbon-Siciles, duchesse de Berry.

### En Espagne et au Portugal
Il s'exile à la suite de la Révolution de Juillet et passe en Espagne et au Portugal où il prend part à la Première Guerre carliste au service du roi du Portugal Michel Ier et de Charles de Bourbon avec le grade de lieutenant général. Il n'est pas le seul : son neveu, Louis, périt devant Lisbonne.
Auguste de La Rochejaquelein rentre finalement en France et meurt en 1868, à l’âge de 84 ans. Il est inhumé avec ses deux frères, Henri et Louis, dans l'église de Saint-Aubin de Baubigné dans les Deux-Sèvres.